# Lythrypnus spilus
Lythrypnus spilus är en fiskart som beskrevs av Böhlke och Robins, 1960. Lythrypnus spilus ingår i släktet Lythrypnus och familjen smörbultsfiskar. Inga underarter finns listade i Catalogue of Life.